# Chironomus obscurus
Chironomus obscurus är en tvåvingeart som beskrevs av Filinkova och Belyanina 1994. Chironomus obscurus ingår i släktet Chironomus och familjen fjädermyggor. Inga underarter finns listade i Catalogue of Life.